# AfterBurn
AfterBurn (Афтебёрн) — плагин для 3D Studio Max, разработанный компанией Sitni Sati и предназначенный для создания объёмных спецэффектов в пакете 3ds Max. Последняя версия — 4.2.2.

## Обзор
С помощью AfterBurn возможно создание фотореалистичных эффектов облаков, воды, огня, дыма, пыли, тумана, расплавленного металла, взрыва и др.

## Интеграция с 3ds Max
Частицы AfterBurn устроены по принципу стандартных частиц Particle system в 3ds Max. Каждая испускаемая частица создаёт эффект объёма вокруг своего центра. Когда сотни и тысячи частиц соединяются вместе, достигается желаемый эффект (клубы дыма или пара). Большинство параметров AfterBurn можно анимировать, например, задавать изменение размера частиц, изменять траекторию движения, область распространения и др. Плагин совместим с дополнением «Thinking Particles» и модулем «Particle Flow», который включён в состав 3ds Max. Несмотря на то, что AfterBurn подходит для моделирования взрывов газа и клубов густого дыма, он не годится для создания языков пламени. Для этой цели в 3ds Max есть плагин FumeFX, посредством которого достигается максимальная реалистичность отображения пламени.

## Особенности
Почти каждый объёмный эффект AfterBurn может быть настроен индивидуально для пользователя. Анимированные частицы могут менять цвета и размер в течение времени, или изменить плотность и прозрачность. Например, при создании эффекта взрыва частицы могут изменяться в размере; цвет переходить от ярко-жёлтого до красного и в завершении пепельно-серого/чёрного; в начале анимации движение частиц будет быстрым, а в конце замедляться, полностью повторяя динамику естественного взрыва.

## Фильмы, в которых использовался AfterBurn
- Полёт Феникса
- Час расплаты
- Дракула 2000
- Армагеддон
- Скуби-Ду 2
- Coronado
- К-19

## Игры в которых использовался AfterBurn
- Dante’s Inferno
- Warcraft III
- StarCraft